# Карл Солдатич
Карл Солдатич (нім. Karl Szoldatics, 23 жовтня 1906 — 12 лютого 1950) — австрійський футболіст, що грав на позиції захисника. Відомий виступами у складі клубів «Адміра» і «Зіммерингер», а також національної збірної Австрії. Чемпіон Австрії і володар кубка Австрії.

## Клубна кар'єра
Виступав у складі клубу «Зіммерингер» У 1926—1928 роках.
У складі клубу «Адміра» почав грати у другій половині сезону 1928–1929. В першому своєму сезоні здобув «срібло» чемпіонату, як і протягом двох наступних сезонів. Протягом цих сезонів був гравцем основи, виступаючи на позиції захисника в парі з Антоном Яндою.
В 1932 році «Адміра» здобула «дубль» — перемогла і в чемпіонаті країни, і в кубку. Солдатич втратив місце в основі і зіграв у національній першості 4 матчі, а його клуб на 2 очка випередив «Вієнну». У фіналі кубка за безпосередньої участі Карла був переможений «Вінер АК» з рахунком 6:1. Влітку був учасником матчів кубка Мітропи 1932, у яких «Адміра» поступилась за сумою двох матчів чеській «Славії» (0:3, 1:0).
З 1933 по 1935 рік грав у французькому клубі другого дивізіону «Гавр» разом зі співвітчизниками Карлом Адамеком і Віктором Шпехтлем. У 1935 році повернувся у «Зіммерингер». Допоміг команді повернутися до вищого дивізіону чемпіонату Австрії у 1937 році.

## Виступи за збірну
У складі збірної Австрії дебютував у 1927 році у поєдинку зі збірною Угорщини (3:5). У період з 1927 по 1931 рік зіграв 4 матчі. Грав у поєдинку проти збірної Італії (1:2) у кубку Центральної Європи, який Австрія у підсумку виграла.
Також виступав у складі збірної Відня. Дебютував у поєдинку проти збірної Праги (4:2) у 1927 році. Ще одного разу зіграв за віденську збірну у 1929 році і також проти Праги (5:4)

## Статистика

### Статистика виступів за збірну
| Дата       | Місто    | Господарі | Результат | Гості     | Турнір                             | Голи | Примітки |
| ---------- | -------- | --------- | --------- | --------- | ---------------------------------- | ---- | -------- |
| 25/09/1927 | Будапешт | Угорщина  | 5 – 3     | Австрія   | Кубок Центральної Європи 1927—1930 | -    |          |
| 06/05/1928 | Відень   | Австрія   | 3 – 0     | Югославія | товариський матч                   | -    |          |
| 01/06/1930 | Будапешт | Угорщина  | 2 – 1     | Австрія   | товариський матч                   | -    |          |
| 22/02/1931 | Мілан    | Італія    | 2 – 1     | Австрія   | Кубок Центральної Європи 1931—1932 | -    |          |
| Усього     |          | Матчів    | 4         |           | Голів                              | 0    |          |

### Статистика клубних виступів
| Клуб               | Сезон              | Ліга  | Ліга | Кубок | Кубок | Кубок Мітропи | Кубок Мітропи | Всього | Всього |
| Клуб               | Сезон              | Матчі | Голи | Матчі | Голи  | Матчі         | Голи          | Матчі  | Голи   |
| ------------------ | ------------------ | ----- | ---- | ----- | ----- | ------------- | ------------- | ------ | ------ |
| Зіммерингер        | 1926/27            | 11    | 0    | 2     | 0     | -             | -             | 13     | 0      |
| Зіммерингер        | 1927/28            | 22    | 1    | 2     | 0     | -             | -             | 24     | 1      |
| Зіммерингер        | 1928/29            | ?     | ?    | 0     | 0     | -             | -             | ?      | ?      |
| Адміра (Відень)    | 1928/29            | 10    | 0    | 3     | 0     | 0             | 0             | 13     | 0      |
| Адміра (Відень)    | 1929/30            | 20    | 0    | 2     | 0     | -             | -             | 22     | 0      |
| Адміра (Відень)    | 1930/31            | 16    | 0    | 8     | 0     | -             | -             | 24     | 0      |
| Адміра (Відень)    | 1931/32            | 4     | 0    | 3     | 0     | -             | -             | 7      | 0      |
| Адміра (Відень)    | 1932/33            | 3     | 0    | 1     | 0     | 2             | 0             | 6      | 0      |
| Всього за «Адміру» | Всього за «Адміру» | 53    | 0    | 17    | 0     | 2             | 0             | 72     | 0      |
| Гавр               | 1933/34            | ?     | ?    | ?     | ?     | -             | -             | ?      | ?      |
| Гавр               | 1934/35            | ?     | ?    | ?     | ?     | -             | -             | ?      | ?      |
| Зіммерингер        | 1935/36            | ?     | ?    | 3     | 0     | -             | -             | ?      | ?      |
| Зіммерингер        | 1936/37            | ?     | ?    | 1     | 0     | -             | -             | ?      | ?      |
| Зіммерингер        | 1937/38            | 12    | 1    | 2     | 0     | -             | -             | 14     | 1      |

### Статистика виступів у кубку Мітропи
| №                      | Розіграш               | Стадія                 | Дата та місце проведення | Команда 1              | Рахунок | Команда 2       | Голи |
| ---------------------- | ---------------------- | ---------------------- | ------------------------ | ---------------------- | ------- | --------------- | ---- |
| 1                      | 1932                   | 1/4                    | 18.06.1932 Прага         | Славія (Прага)         | 3:0     | Адміра (Відень) |      |
| 2                      | 1932                   | 1/4                    | 26.06.1932 Відень        | Адміра (Відень)        | 1:0     | Славія (Прага)  |      |
| Всього у кубку Мітропи | Всього у кубку Мітропи | Всього у кубку Мітропи | Всього у кубку Мітропи   | Всього у кубку Мітропи | 2       |                 | 0    |

## Досягнення
- Чемпіон Австрії (1): 1932
- Срібний призер чемпіонату Австрії (3): 1929, 1930, 1931
- Володар кубка Австрії (1): 1932
- Володар кубка Центральної Європи (1): 1931–1932
- Переможець другої ліги чемпіонату Австрії (1): 1937